# Эмерсон, Роллинс Адамс
Роллинс Адамс Эмерсон (англ. Rollins Adams Emerson; 5 мая 1873, Пилар-Пойнт, Нью-Йорк США — 8 декабря 1947, Итака, Нью-Йорк, США) — американский генетик, член Национальной АН США.

## Биография
Родился 5 мая 1873 года в Пилар-Пойнте. До совершеннолетия рос на ферме, которая расположена в штате Небраска и помогал отцу по сельскому хозяйству. В 1897 году окончил университет Небраски-Линкольна в городе Линкольн. С 1897 по 1898 год работал на экспериментальной станции департамента сельского хозяйства в Вашингтоне. С 1899 по 1914 год работал в университете штата Небраска, с 1914 по 1942 год занимал должность профессора Корнеллского университета.
Являлся членом Национальной академии наук США, Американской академии искусств и наук, Американской ассоциации содействия развитию науки и Американского философского общества.
С 1942 года — на пенсии. Скончался 8 декабря 1947 года в Итаке.

## Научные работы
Основные научные работы посвящены генетике растений. Изучал природу соматических мутаций.
- Genetical studies of variegated pericarp in maize, Genetics, 1917, vol. 2, 1—35
- The genetic relations of plant colors in maize, 1921, Cornell Univ. Agric. Exp. Stn., Memoir 39, 1—156.

## Список использованной литературы
- Биологи. Биографический справочник. — Киев.: Наук. думка, 1984. — 816 с.: ил